# カシオペヤ座50番星
カシオペヤ座50番星 (50 Cassiopeia、50 Cas) は、カシオペヤ座の方角に位置する恒星である。

## 特徴
白色のA型主系列星であり、視等級は3.95である。地球からは約157光年の距離に位置する。
ヒッパルコスの観測データから変光星候補として挙げられているが、明るさの変化はわずか0.003等級で、十分な観測もされていないため、変光星であるかは疑わしい。

## 歴史
18世紀にジェローム・ラランドが作り、現在は使われていない監視者メシエ座で最も視等級の明るい恒星である。
現在は欠番となっているが、発表当初のニュージェネラルカタログでは「星雲が疑われる恒星（カシオペヤ座50番星）」としてNGC 771が収録されていた。